# Tomb Raider (cykl powieści)
Tomb Raider – seria książek powstałych na podstawie serii gier pod tym samym tytułem oraz na kanwie filmów aktorskich z Angeliną Jolie.

## Książki na podstawie gier
Trzy książki wiążą się bezpośrednio z grami komputerowymi, powstały one na mocy porozumienia zawartego między Eidos Interactive, producentem gry, a wydawnictwem Ballantine Books. Pierwsza książka, The Amulet of Power autorstwa Mike’a Resnicka, wydana została w grudniu 2003 roku. Jej kontynuacjami były The Lost Cult E.E. Knighta (sierpień 2004) i The Man of Bronze Jamesa Alana Gardnera (grudzień 2004). Chociaż trylogia osadzona jest w uniwersum gier, znalazły się w niej nawiązania do filmów, zwłaszcza w The Lost Cult odnaleźć można wyraźne nawiązania do Kolebki życia. Wydawnictwo podpisało z Eidos kontrakt na trzy książki, nie wiadomo jednak, czy seria będzie kiedykolwiek kontynuowana. Żadna z powyższych książek nie została przetłumaczona na język polski.

### The Amulet of Power
- Autor: Mike Resnick
- Data wydania: 2 grudnia 2003[1]
- Liczba stron (wersja angielska): 288[1]

Powieść stanowi bezpośrednią kontynuację gry The Last Revelation, będąc jednocześnie prequelem wydarzeń znanych z The Angel of Darkness. W prologu wyjaśnione zostaje, w jaki sposób Larze udało się uniknąć śmierci w świątyni Horusa.
Dziewczyna uratowana zostaje przez mężczyznę podającego się za Kevina Masona, syna znanego archeologa, który odnalazł ją nieprzytomną w świątyni Horusa, po czym przewiózł do szpitala w Kairze. Lara zostaje w szpitalu zaatakowana przez grupę Arabów bez języków. Postanawia uciec przed nimi wraz z Masonem. Podczas podróży po Afryce dowiaduje się od mężczyzny o amulecie Mereisha – potężnym artefakcie, mającemu zapewniać jego właścicielowi nieśmiertelność i wielką moc. Pierwszym właścicielem amuletu był sudański przywódca Mahdi, który dzięki jego mocy odniósł sukces w powstaniu sudańskim. Artefakt zostaje skradziony Mahdiemu przez pułkownika Charlesa Gordona, który postanawia ukryć go w miejscu, w którym już nikt nigdy go nie znajdzie, przez co Mahdi traci moc nieśmiertelności, a jego wojska zaczynają przegrywać. Obecnie mahdyści próbują odzyskać amulet, wierząc, że pozwoli on odrodzić się Mahdiemu. Ponieważ są przekonani, że Larze udało odnaleźć się artefakt, śledzą ją i starają zabić. Dziewczynie pomagają Mason i grupka antymahdystów, chcących – podobnie jak Lara i Mason – zniszczyć artefakt.
Pod koniec książki Lara przybywa do Paryża, w którym rozpoczyna się akcja The Angel of Darkness.

### The Lost Cult
- Autor: E.E. Knight(inne języki)
- Data wydania: 3 sierpnia 2004[2]
- Liczba stron (wersja angielska): 320[2]

Profesor Frys, znany archeolog, zostaje zamordowany niedługo po tym, jak niszczy wszystkie notatki dotyczące swoich wieloletnich badań nad kultem Méne. Lara postanawia rozwiązać zagadkę śmierci profesora, ktoś najwidoczniej nie życzył sobie, aby jakiekolwiek fakty dotyczące Méne zostały upublicznione. Bohaterka wybiera się do Peru, gdzie znajdują się ruiny świątyni kultu. Na miejscu odkrywa, że grupa wyznawców pragnie wskrzesić dawny kult, co pozwoli im opanować sztukę kontrolowania umysłów.

### The Man of Bronze
- Autor: James Alan Gardner
- Data wydania: 28 grudnia 2004[3]
- Liczba stron (wersja angielska): 304[3]

Kontynuacja The Lost Cult. Po wydarzeniach w Peru, które niemalże zakończyły się katastrofą, Lara przybywa do Warszawy, gdzie ma otrzymać następne zlecenie. Reuben Baptiste prosi bohaterkę, aby pomogła przy transporcie niezwykle cennego ładunku, zostaje jednak zamordowany, nim Lara uzyska więcej szczegółów. Dziewczyna, do spółki ze zwierzchnikiem Baptiste’a, Zakonem Brązu, postanawia pomścić jego śmierć. Dowiaduje się, że Zakon znajduje się w posiadaniu liczącego kilka tysięcy lat androida z brązu. Androidowi brakuje jednak nogi, której poszukują nie tylko członkowie Zakonu, ale też ludzie chcący wykorzystać ją do własnych celów.

## Książki na podstawie filmów
Niedługo po premierze każdego z filmów Tomb Raider, pojawiły się dwie książki powstałe na kanwie ich scenariuszy. Autorem książkowych adaptacji Tomb Raidera i Tomb Raidera: Kolebki życia jest Dave Stern. Obie książki zostały wydane w Polsce – pierwsza w 2001 roku nakładem Wydawnictwa Albatros, druga w 2003 dzięki Wydawnictwu Jawa. Premierom filmów towarzyszyły również edycje książkowe skierowane do młodszych czytelników – mniejsze objętościowo, zawierające kolorowe kadry z filmów. Autorem pierwszej z tych książek był Mel Odom (brak polskiego wydania), drugiej zaś Nancy Krulik (Wydawnictwo Amber), autorka bajek dla dzieci, bestsellerów dla dorosłych i biografii gwiazd.